# Mundo noche
Mundo noche fue un programa de televisión emitido por La 1 de Televisión española en  1977-1978. Se programaba semanalmente los martes por la noche a las 21,40.

## Formato
Programa de viajes en el que en cada emisión se visitaba una de las grandes capitales del mundo para mostrar su cara más lúdica, los espectáculos y diversiones que pueden ofrecer estas urbes en horario nocturno, siempre intercalando actuaciones musicales locales.

## Listado de episodios (parcial)
- Roma (19-6-1977)
- París (14-2-1978)
- Londres (21-2-1978)
- Munich (28-2-1978)
- Ciudad de México (7-3-1978)
- San Juan de Puerto Rico (14-3-1978)
- Tokio (10-10-1978)
- Copenhague y Estocolmo (17-10-1978)
- Cannes y Montecarlo (24-10-1978)